# Tetracanthagyna waterhousei
Tetracanthagyna waterhousei är en trollsländeart som beskrevs av Mclachlan 1898. Tetracanthagyna waterhousei ingår i släktet Tetracanthagyna och familjen mosaiktrollsländor. IUCN kategoriserar arten globalt som livskraftig. Inga underarter finns listade i Catalogue of Life.